# Descartes (cráter)

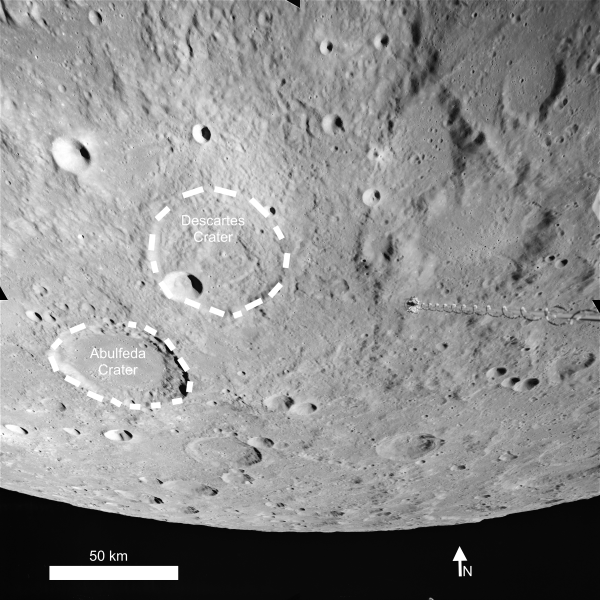
Cráteres Abulfeda y Descartes desde el Apolo 16

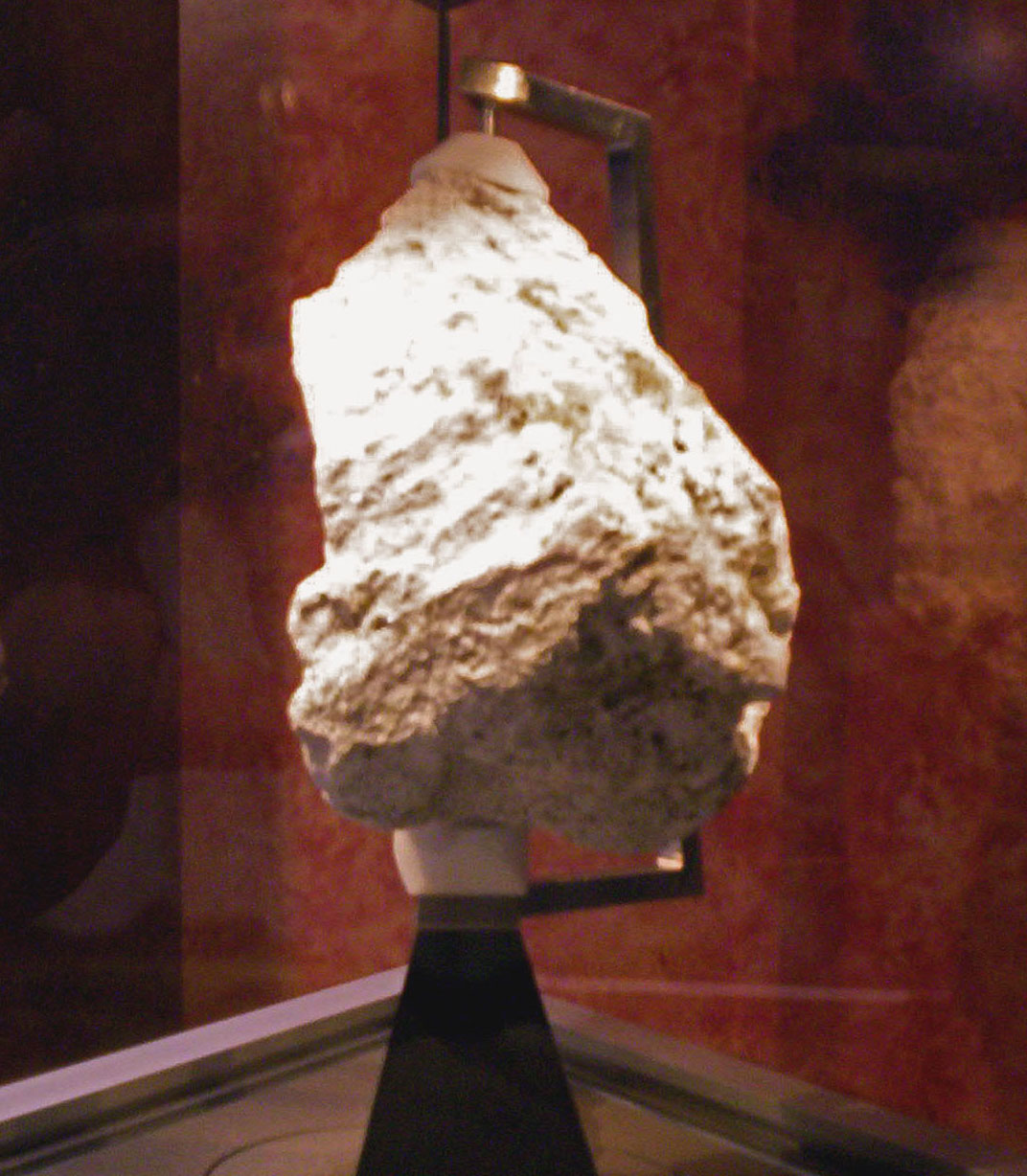
Anortosita ferrosa lunar #60025 (Feldespato Plagioclasa). Recogida por el Apolo 16 de las tierras altas lunares, en las proximidades del cráter Descartes.

| Descartes es un cráter de impacto lunar bastante erosionado, que se localiza en las Tierras Altas del centro-sur de la Luna. Hacia el suroeste se encuentra el cráter Abulfeda. El borde del cráter solo existe por trechos, y es completamente inexistente en el norte. Su cráter satélite 'A' se encuentra junto al borde suroriental. El suelo interior posee varias crestas concéntricas con los muros remanentes al noroeste y sureste. Una sección del borde exterior de Descartes está cubierta con una región de mayor albedo que las adyacentes. Mediciones de la sonda Clementine han mostrado que esta región presenta una anomalía magnética, la mayor de la cara visible de la Luna. El campo magnético resultante puede deflectar el viento solar, impidiendo el oscurecimiento de la superficie. Unos 50 km al norte se encuentra el sitio de alunizaje del Apolo 16. La zona que rodea el sitio se llama a veces Tierras Altas de Descartes, o Montañas de Descartes. |

## Cráteres satélite
Por convención estos elementos son identificados en los mapas lunares poniendo la letra en el lado del punto medio del cráter que está más cerca de Descartes.
|           | \| Descartes \| Coordenadas \| Diámetro \| \| --------- \| ----------------------------- \| -------- \| \| A \| 12°06′S 15°12′E / -12.1, 15.2 \| 16 km \| \| C \| 11°00′S 16°18′E / -11.0, 16.3 \| 4 km \| |          |
| Descartes | Coordenadas | Diámetro |
| A         | 12°06′S 15°12′E / -12.1, 15.2 | 16 km    |
| C         | 11°00′S 16°18′E / -11.0, 16.3 | 4 km     |